# Daniel Dunklin

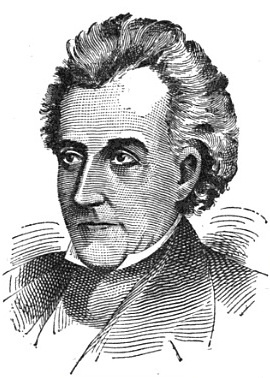
Daniel Dunklin

Daniel Dunklin (* 14. Januar 1790 in Greenville, South Carolina; † 25. August 1844 bei Herculaneum, Missouri) war ein US-amerikanischer Politiker und von 1832 bis 1836 der 5. Gouverneur von Missouri.

## Frühe Jahre und politischer Aufstieg
Dunklin besuchte die örtlichen Schulen seiner Heimat in South Carolina. Später studierte er Jura. Nach seinem Examen wurde er in Missouri, wohin er inzwischen gezogen war, als Rechtsanwalt zugelassen. Während des Krieges von 1812 diente er in der Miliz des Missouri-Territoriums. Dabei war er vor allem in Missouri und Illinois im Einsatz. Nach dem Krieg engagierte sich Dunklin vor allem in der Landwirtschaft und dem Bergbau in Potosi in Missouri.
Dunklins politischer Aufstieg begann im Jahr 1815 mit seiner Wahl zum Sheriff im Washington County. Dieses Amt bekleidete er vier Jahre lang. Zwischen 1822 und 1823 war er Abgeordneter im Repräsentantenhaus von Missouri und zwischen 1828 und 1832 war er Vizegouverneur seines Staates. Am 6. August 1832 wurde er als Kandidat seiner Demokratischen Partei zum neuen Gouverneur gewählt.

## Gouverneur von Missouri
Daniel Dunklin trat sein Amt am 19. November 1832 an. In seiner Amtszeit wurde der Bau einer Landesstrafanstalt genehmigt. Das öffentliche Schulsystem wurde wesentlich verbessert. Dunklin gilt als der eigentliche Gründer des öffentlichen Schulen in Missouri. Die Staatsschulden wurden verringert und neun neue Countys wurden gegründet. Am 30. September 1836 trat er von seinem Amt zurück, um eine neue Stelle im Dienst der Bundesregierung anzunehmen.

## Weiterer Lebenslauf
In den folgenden vier Jahren war er Leiter der US-Landvermessungsbehörde in Missouri und Illinois. Im Jahr 1843 war er einer der Unterhändler in einem Grenzkonflikt zwischen den Staaten Arkansas und Missouri. Gouverneur Dunklin verstarb am 25. August 1844. Er war mit Emily Haley verheiratet, mit der er sechs Kinder hatte.